# Xã Auglaize, Quận Laclede, Missouri
Xã Auglaize (tiếng Anh: Auglaize Township) là một xã thuộc quận Laclede, tiểu bang Missouri, Hoa Kỳ. Năm 2010, dân số của xã này là 2.260 người.